# Zagrad (Berane)
Pour les articles homonymes, voir Zagrad.
Zagrad (en serbe cyrillique : Заград) est un village du nord-est du Monténégro, dans la municipalité de Berane.

## Démographie

### Évolution historique de la population
| 1948 | 1953 | 1961 | 1971 | 1981 | 1991 | 2003 |
| ---- | ---- | ---- | ---- | ---- | ---- | ---- |
| 311  | 327  | 319  | 280  | 155  | 69   | 55   |